# Bjergløbet 2020
Bjergløbet 2020 var den første professionelle udgave af enkeltstartsløbet Bjergløbet, også kendt som Bjergmesterskabet, og blev arrangeret af Bornholms Cycle Club den 10. juli 2020. Starten gik fra havnen i Vang på en 8,3 km lang rute op til Hammeren Fyr på Bornholms nordspids, som havde stigningsprocenter på op mod 20%. Løbet var det første professionelle løb på dansk grund siden coronaviruspandemien. Løbet blev vundet af danske Morten Hulgaard fra Uno-X Pro Cycling Team.

## Hold og ryttere
| Professionelt kontinentalhold | Professionelt kontinentalhold | Professionelt kontinentalhold |
| Holdets navn                  | Land                          | Kode                          |
| ----------------------------- | ----------------------------- | ----------------------------- |
| Uno-X Pro Cycling Team        | Norge                         | UXT                           |

| Kontinentalhold             | Kontinentalhold | Kontinentalhold |
| Holdets navn                | Land            | Kode            |
| --------------------------- | --------------- | --------------- |
| BHS-PL Beton Bornholm       | Danmark         | BPC             |
| ColoQuick Cycling           | Danmark         | TCQ             |
| Ribble Weldtite Pro Cycling | Storbritannien  | RWC             |

| Mountainbikehold   | Mountainbikehold | Mountainbikehold |
| Holdets navn       | Land             | Kode             |
| ------------------ | ---------------- | ---------------- |
| CST PostNL Bafang  | Holland          | CPB              |
| Specialized Racing | USA              | SBC              |

| Regional- og klubhold         | Regional- og klubhold | Regional- og klubhold |
| Holdets navn                  | Land                  | Kode                  |
| ----------------------------- | --------------------- | --------------------- |
| Bornholms Cycle Club          | Danmark               | -                     |
| Frederiksberg                 | Danmark               | -                     |
| Ordrup Cycle Club             | Danmark               | -                     |
| Team ABC                      | Danmark               | -                     |
| IBT-Ridley Carl Ras-Sydkysten | Danmark               | -                     |
| Team Mascot Workwear          | Danmark               | -                     |
| O.B. Wiik-Dan Stillads        | Danmark               | -                     |
| Team Synch-Giant              | Danmark               | -                     |

## Resultater
| \| Samlede stilling \| Samlede stilling \| Samlede stilling \| Samlede stilling \| Samlede stilling \| \| Rytter \| Rytter \| Hold \| Tid \| \| \| ---------------- \| -------------------------- \| --------------------------- \| ---------------- \| ---------------- \| \| 1. \| Morten Hulgaard \| Uno-X Pro Cycling Team \| 12' 46" \| \| \| 2. \| Anthon Charmig \| ColoQuick \| + 8" \| \| \| 3. \| Simon Andreassen \| Specialized Racing \| + 11" \| \| \| 4. \| Mads Rahbek \| BHS-PL Beton Bornholm \| + 21" \| \| \| 5. \| Gustav Wang \| Team ABC Junior \| + 21" \| \| \| 6. \| Aksel Bech Skot-Hansen \| ColoQuick \| + 23" \| \| \| 7. \| Daniel Bigham \| Ribble Weldtite Pro Cycling \| + 23" \| \| \| 8. \| Mads Østergaard Kristensen \| ColoQuick \| + 28" \| \| \| 9. \| Joshua Gudnitz \| BHS-PL Beton Bornholm \| + 31" \| \| \| 10. \| Mathias Bregnhøj \| BHS-PL Beton Bornholm \| + 34" \| \| |                            |                             |         |
| |                            |                             |         |
| |                            |                             |         |
| Samlede stilling |                            |                             |         |
| Rytter | Rytter                     | Hold                        | Tid     |
| 1. | Morten Hulgaard            | Uno-X Pro Cycling Team      | 12' 46" |
| 2. | Anthon Charmig             | ColoQuick                   | + 8"    |
| 3. | Simon Andreassen           | Specialized Racing          | + 11"   |
| 4. | Mads Rahbek                | BHS-PL Beton Bornholm       | + 21"   |
| 5. | Gustav Wang                | Team ABC Junior             | + 21"   |
| 6. | Aksel Bech Skot-Hansen     | ColoQuick                   | + 23"   |
| 7. | Daniel Bigham              | Ribble Weldtite Pro Cycling | + 23"   |
| 8. | Mads Østergaard Kristensen | ColoQuick                   | + 28"   |
| 9. | Joshua Gudnitz             | BHS-PL Beton Bornholm       | + 31"   |
| 10. | Mathias Bregnhøj           | BHS-PL Beton Bornholm       | + 34"   |